# Enaeta guildingi
Enaeta guildingi är en snäckart som först beskrevs av Sowerby 1844.  Enaeta guildingi ingår i släktet Enaeta och familjen Volutidae. Inga underarter finns listade i Catalogue of Life.